# سلحفاة الطمي

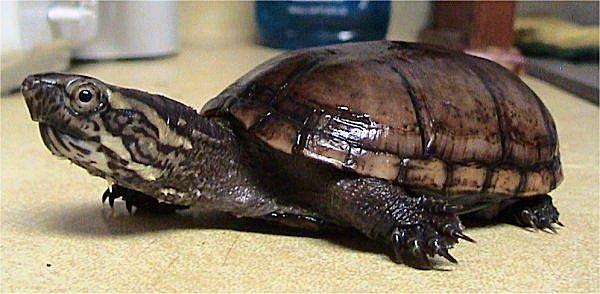

سلحفاة الطمي (بالإنجليزية: common mud turtle) (باللاتينية: Kinosternon subrubrum) ، تتميز بأن الرأس متوسطة الطول وتمدها خارج القوقعة ، والسلحفاة البالغة يصل طولها إلى 4 بوصة . والغذاء الرئيسي لها الحشرات والحيوانات الصغيرة .